# Síðujökull
Síðujökull är en glaciär i republiken Island.   Den ligger i regionen Suðurland, i den centrala delen av landet, 200 km öster om huvudstaden Reykjavík. Síðujökull ligger 811 meter över havet.
Terrängen runt Síðujökull är kuperad österut, men västerut är den platt.  Trakten runt Síðujökull är nära nog obefolkad, med mindre än två invånare per kvadratkilometer. Det finns inga samhällen i närheten. Trakten runt Síðujökull är ofruktbar med lite eller ingen växtlighet.